# Hugo Fähndrich
Hugo Fähndrich   (3 de juliol de 1851 - Viena, 3 de juliol de 1930) va ser un Mestre d'escacs austríac-hongarès.
Nascut a Hongria, es va traslladar a Viena, on triomfava l'escola d'escacs vienesa, fundada per Max Weiss, va ser impulsada pel trio Carl Schlechter – Arthur Kaufmann – Hugo Fahndrich.
Va ser el director del torneig al Kaiser Jubiläumsturnier 1898 a Viena. El 1898, juntament amb Alexander Halprin i Georg Marco, va renovar la publicació d'escacs Wiener Schachzeitung.
Va jugar diversos torneigs a Viena; va ocupar el tercer lloc el 1896 (va guanyar Marco), va ocupar el quart lloc el 1897 (va guanyar Schlechter), i va ocupar el 9è el 1897/98 (va guanyar Marco).

## Partides d'escacs notables
- Hugo Fähndrich vs Wilhelm Steinitz, Viena 1897, Obertura de l'Alfil, Gambit Urusov (C24), 1-0
- Carl Schlechter vs Hugo Fähndrich, Viena 1904, Obertura Ruy Lopez, variant oberta (C80), 0-1
- Oldřich Duras vs Hugo Fähndrich, Viena 1909, Gambit danès, Acceptat (C21), ½–½

## Obres
- Hugo Fähndrich: Internationales Kaiser-Jubiläums-Schachturnier, 1981,ISBN 3-283-00057-3